# Суходолски манастир
Суходолският манастир „Света Троица“ е български православен манастир, действащ, без монаси.

## Местоположение
Намира се на 800 м северно от квартал Суходол непосредствено край Околовръстния път (източно от него), между кв. Овча купел и ж.к. „Люлин“.

## История
Манастирът е построен в средата на 1990-те години с помощта на свещеника в Суходол отец Ангел, на мястото на малък параклис.
Още през 1957 г. обаче в полето до него е открит камък от храм, съществувал през Средновековието. Предполага се, че в района също така е съществувало и селище, разрушено при Османското нашествие, а самият манастир е построен на мястото на предхристиянско светилище.

## Галерия
- Входът на манастира
- Дворът с входа отляво
- Иконостасът
- Камбанарията